# Agonia Records
Agonia Records ist ein in Piła ansässiges polnisches Musiklabel, das insbesondere auf Death Metal und Black Metal spezialisiert ist.

## Veröffentlichungen (Auswahl)
- Aborym: Shifting.Negative (2017)
- Absu: L’attaque du tyran: Toulouse, le 28 avril 1997 (Live-EP, 2007)
- Adorior: Author of Incest (2005)
- Hypothermia: Svartkonst
- Ares Kingdom: Chaosmongers Alive (EP, 2003)
- Atomizer: The Death of Forever (Wiederveröffentlichung, 2004)
- Azarath: Praise the Beast (2009)
- Bullet: Speeding in the Night (EP, 2003)
- Dawn of Azazel: The Law of the Strong (2004)
- Den Saakaldte: Kapittel II: Faen i Helvete  (2014)
- Enthroned: Obsidium (2012)
- Ephel Duath: Hemmed by Light, Shaped by Darkness (2013)
- Furze: Reaper Subconscious Guide (2010)
- Infernal War: Terrorfront (2005), Redesekration (2007), Conflagrator (EP, 2009), Axiom (2015)
- Koldbrann: Russian Vodka/Metalni Bog (Single, 2009)
- Nocturnal / NunSlaughter: Cryptic (Split, 2005)
- Nocturnal Breed: Napalm Nights (2014)
- Nunslaughter: Hell on Austria (Livealbum, 2003)
- Nattas: At Ease with the Beast (2005)
- October Tide: Winged Waltz (2016)
- Proscriptor: L’attaque du tyran: Toulouse, le 28 avril 1997 (Live-EP, 2007)
- Slugathor: Unleashing the Slugathron (2003)
- Temple of Baal: Mysterium  (2015)
- Threat Signal: Disconnect (2017)
- Thunderbolt: Inhuman Ritual Massmurder (2004)
- Urgehal: Through Thick Fog Till Death (2003)
- Witchmaster: Trücizna (2009)